# وزارة البيئة (اليابان)
وزارة البيئة اليابانية (باليابانية: 環境省) هي وزارة في مجلس الوزراء في حكومة اليابان مسؤولة عن الحفاظ على البيئة العالمية، ومكافحة التلوث، والحفاظ على الطبيعة. تأسست الوزارة عام 2001 من قبل وكالة البيئة التابعة لمجلس الوزراء والتي أنشأت عام 1971. وزير البيئة هو عضو في مجلس الوزراء الياباني ويتم اختياره من قبل رئيس الوزراء.

## وصلات خارجية
- الموقع الرسمي (باللغة الإنجليزية)